# Providencia, Villa Hidalgo
Providencia är en ort i Mexiko.   Den ligger i kommunen Villa Hidalgo och delstaten Zacatecas, i den centrala delen av landet, 400 km nordväst om huvudstaden Mexico City. Providencia ligger 2 163 meter över havet och antalet invånare är 720.
Terrängen runt Providencia är huvudsakligen platt, men åt nordväst är den kuperad. Runt Providencia är det ganska glesbefolkat, med 45 invånare per kvadratkilometer. Närmaste större samhälle är Loreto, 18,8 km sydväst om Providencia. Omgivningarna runt Providencia är i huvudsak ett öppet busklandskap.